# Spackelspade

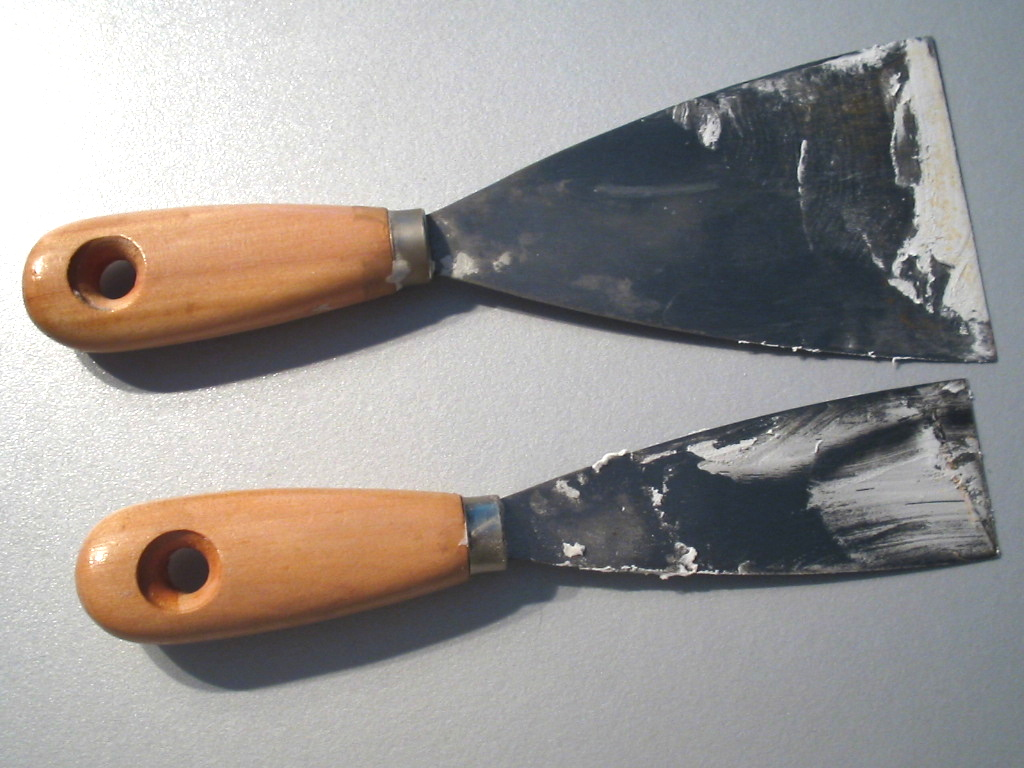
Spackelspadar

Spackelspade eller spackel är ett verktyg som används för att applicera spackel, färg eller lim.
En spackelspade består av en tunn, böjlig skiva som är tillverkad av stål med handtag av trä, gummi eller plast eller tidigare av bakelit och kan ha en spadliknande eller fyrkantig form. Verktyget används främst av målare, golvläggare och billackerare.
Spackelspade kan vara tandad för att påföra lim vid till exempel golvläggning. Spackelspadar finns i olika bredder från 2 cm för spackling av små ytor till 100 cm eller mer för bredspackling av väggar och golv.
Ordet "spackel" som syftar på verktyget är belagt i svenska språket sedan 1840.

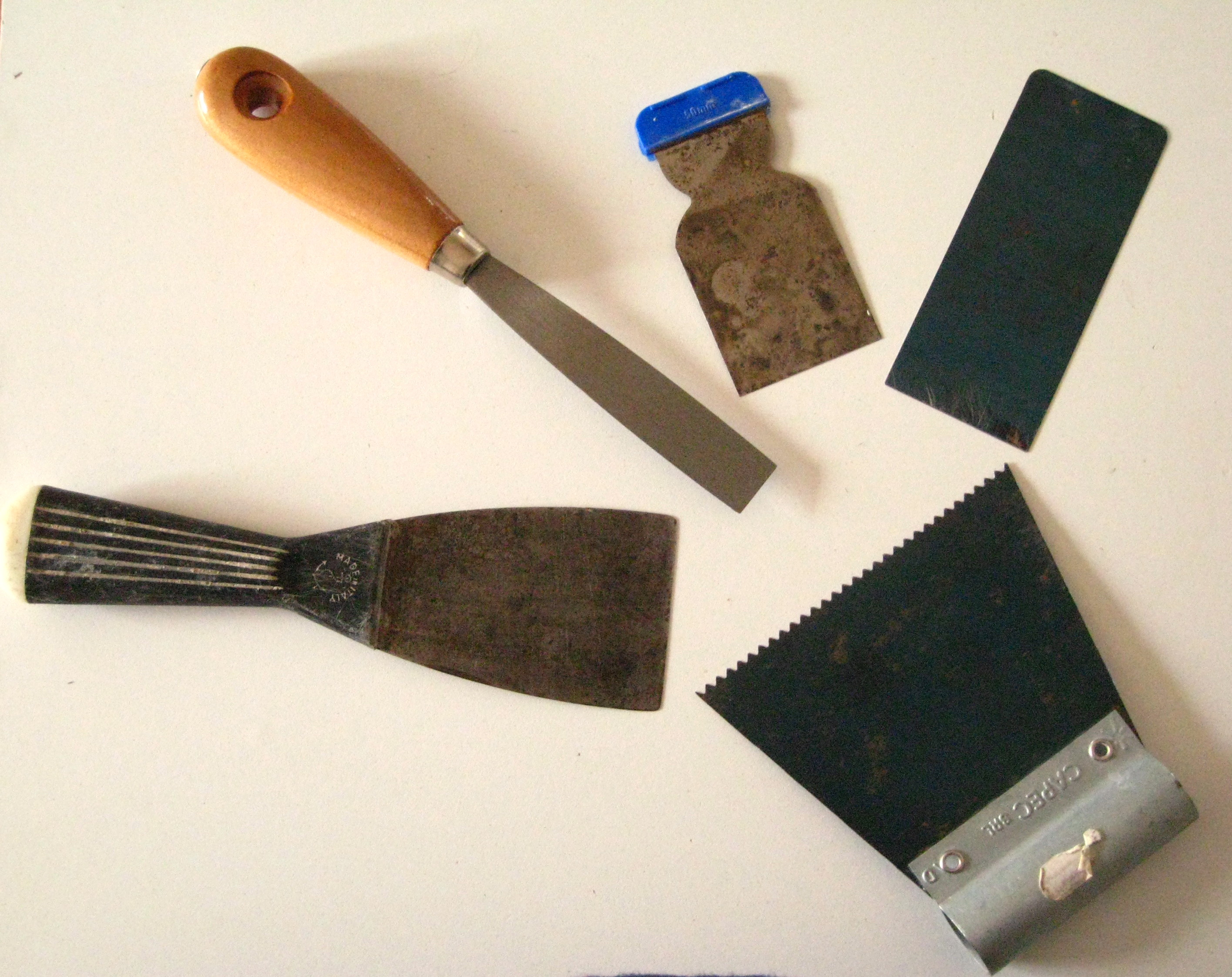
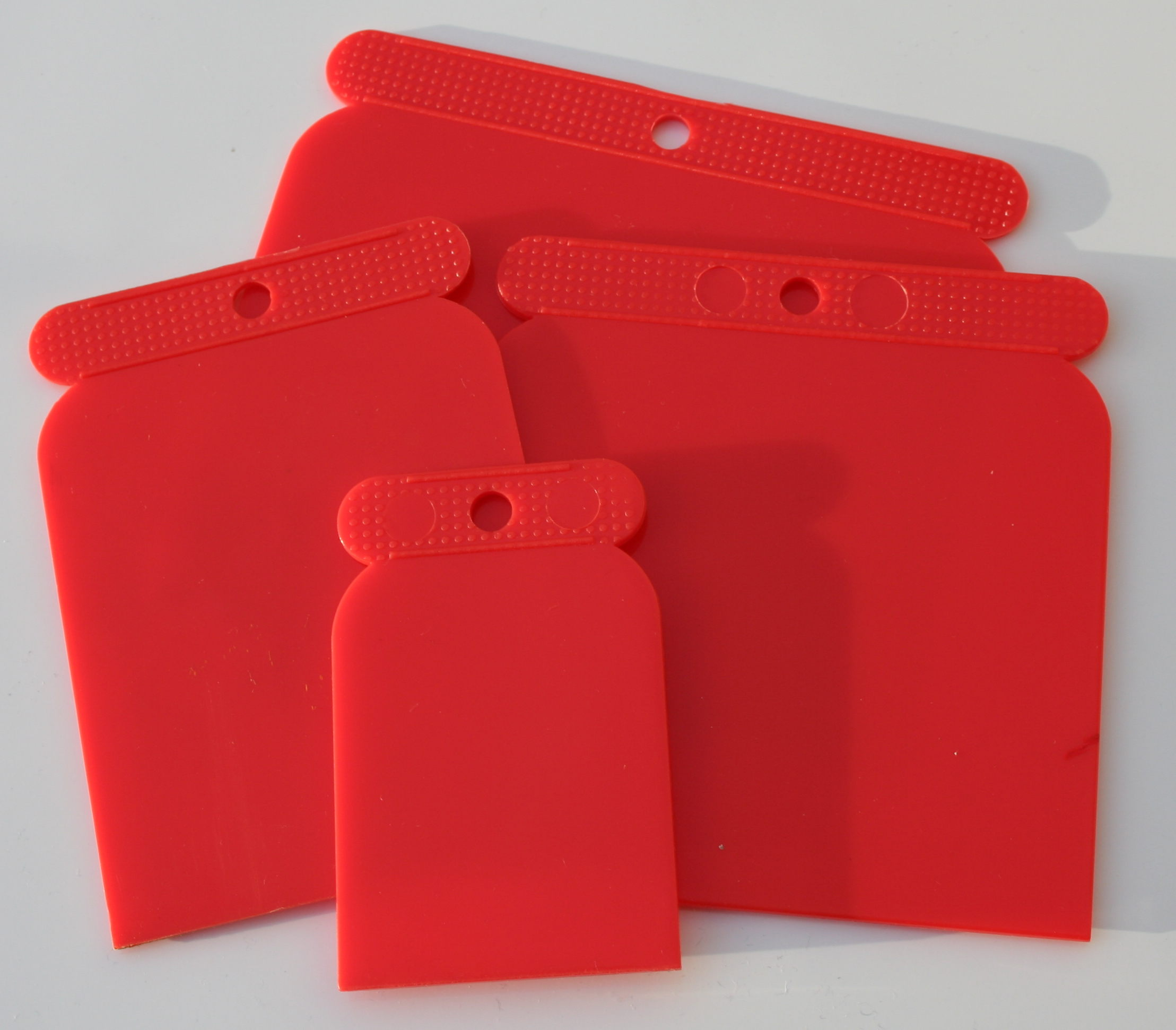
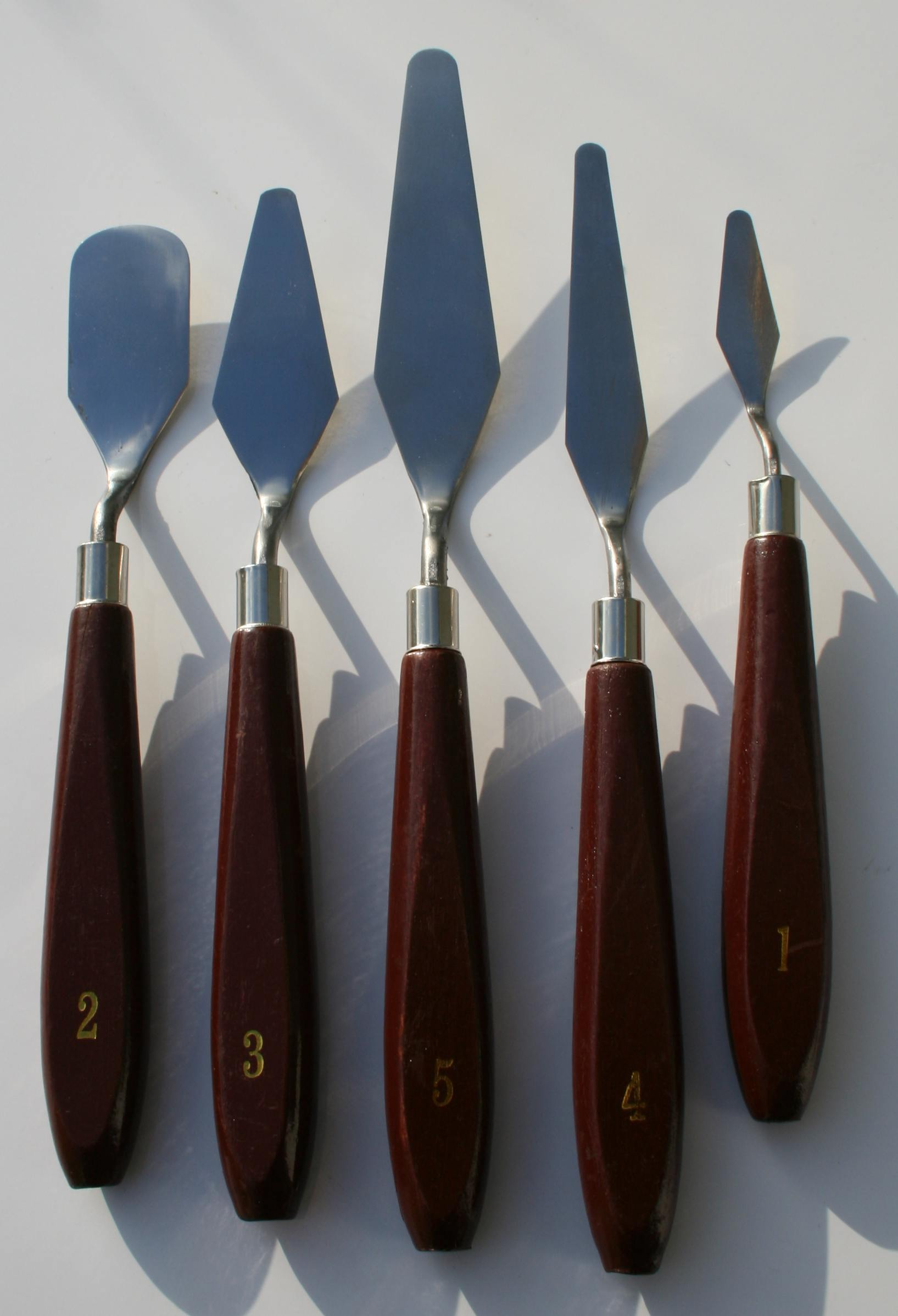